# DNA 중합효소

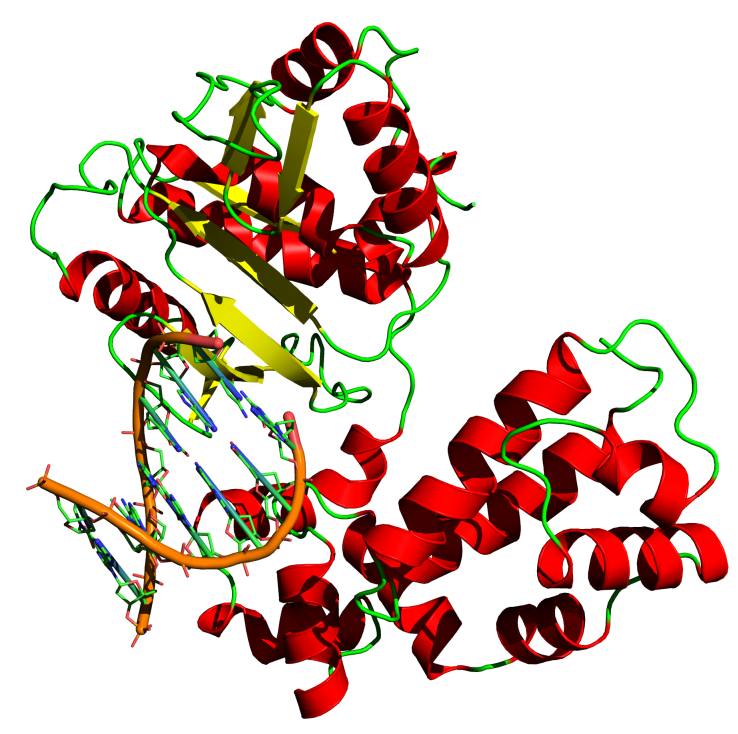

DNA 중합효소(DNA Polymerase, DNA 폴리머레이스)는 DNA 복제를 돕는 효소이다. 이런 효소들은 주형(template)으로 읽히는 DNA 가닥을 따라서 디옥시리보뉴클레오타이드(DNA단량체)의 합성을 촉매한다. 새로 합성된 분자는 주형에 상보적이며 주형의 짝이 되는 가닥과 동일하다.

## 역할
DNA 중합효소는 DNA 구성요소(building block)인 네가지의 뉴클레오타이드를 조합하여 DNA를 합성하는 과정에 관여하는 효소이다. 이 효소는 DNA 복제에 필수적이다. 쌍을 이루어 하나의 DNA로부터 두 개의 동일한 DNA 가닥을 합성한다. 이 과정에서 DNA 중합효소는 기존의 DNA 가닥을 읽고 이와 상보적인 새로운 두 가닥의 DNA를 합성한다. 결과적으로 상보적인 DNA쌍 2개, 즉 기존의 주형 DNA와 같은 DNA를 만들 수 있다.
DNA 복제(replication)는 단단히 꼬인 DNA 나선이 헬리케이스 효소에 의하여 부분적으로 풀림으로써 시작된다. 가닥이 분리되면 염기가 노출되고 새로운 뉴클레오타이드들이 각 가닥에 상보적으로 도입된다.
이 합성 과정에서 DNA 중합효소는 기존 DNA 가닥의 3' 말단에만 새로운 뉴클레오타이드를 추가할 수 있으며, 이러한 이유로 5' → 3' 방향으로 DNA를 연장시켜 나간다. 세포가 나뉠 때마다 DNA 중합효소는 기존 DNA 복사에 참여하게 되고, 기존의 DNA 분자 복사본은 각각의 딸세포로 이동된다.

## 구조
잘 알려진 DNA 중합효소는 고도화된 보존 구조를 가지고 있는데, 이것은 그들의 전체적인 촉매를 도와주는 개체들이 그들의 도메인 구조와는 무관하게 종끼리 별로 차이가 없다는 것을 의미한다. 보존된 구조들은 보통 세포의 매우 중요한 기능을 담당한다. 이 기능을 유지하는 것은 진화적인 이점을 가진다.
이 구조는 오른손에 빗대어 설명할 수 있다. 엄지 손가락(덤 도메인), 손바닥(팜 도메인), 손가락(핑거 도메인)으로 이루어진 것과 같다.
- 팜 도메인(palm domain)은 인산 전달 반응에서 인산기(phosphoryl)의 전달을 촉매하는 기능을 하는 것으로 보인다. 효소가 활성화되면 DNA가 팜 도메인에 결합된다. 이 반응은 2-금속-이온 메커니즘(two-metal-ion )에 의해 촉매되는 것으로 여겨진다.
- 핑거 도메인(finger domain)은 뉴클레오사이드 트리포스페이트를 주형 염기와 결합하는 기능을 한다.
- 덤 도메인(thumb domain)은 DNA의 진행성, 전위 및 위치 지정에서 잠재적인 역할을 한다.[3]

## 종류
| DNA polymerase I   | DNA 중합 과정에서 주형가닥에 결합된 RNA 프라이머(RNA primer)를 DNA 뉴클레오타이드로 치환한다. Gap DNA를 채워넣는다.      |
| DNA polymerase II  | DNA에서 오류가 난(상보적이지 않은) 특정 염기서열을 원래대로 맞게 수선한다.                                               |
| DNA polymerase III | RNA 프라이머(RNA primer)에서부터 3'말단에 뉴클레오사이드를 붙여 DNA 합성을 한다. DNA 복제에서 주된 역할을 하는 효소이다. |

## 보조 물질
DNA 중합효소가 제대로 작동하기 위해서는 마그네슘 이온과 같은 조효소(coenzyme)가 필요하다. 단백질 부분에 보조인자가 결합된 경우의 완전인자를 홀로엔자임(holoenzyme)으로 부르고, 마그네슘 이온이 없을 때에는 아포엔자임(apoenzyme)이라고 불린다.
복제가 일어나기 전에, 헬리케이스라는 효소는 단단히 꼬인 DNA 분자를 푼다. 복제를 위해서는 DNA의 염기가 노출되어 있어야 하므로 이 헬리케이스를 통해 DNA의 염기 간 수소결합을 푸는 것이다. 헬리케이스가 제대로 작동하면 DNA 이중나선을 벌리게 된다.
DNA 중합효소의 작용이 비록 매우 정확할지라도아주 낮은 확률로 염기쌍을 복사할 때 실수가 일어날 수 있다. 그러므로 복사 후에 DNA 중합효소는 복사한 DNA를 교정하는 과정을 갖게 되며 잘못된 염기 부분을 교체한다. 이 과정을 DNA 수선이라고 한다. 이 결과로 기존 DNA 가닥을 온전하게 딸세포로 전달한다.

## 같이 보기
- 중심원리
- RNA 중합효소